# Râșnov
Râșnov é uma cidade da Romênia com 16.242 habitantes, localizada no județ (distrito) de Brașov, próxima de Brașov.
Era uma antiga povoação dácia e, no período romano, era chamada de Cumidava.
Em Râșnov existe um forte de pedra construído no século XIV pelos cavaleiros teutónicos num penhasco com 150 metros de altura. O forte oferece vistas de cortar o fôlego da terra Bîrsa.
Realiza-se aqui o Festival de Histórias e Cinema.